# 清平县 (山东省)
清平县，中国古代县份，位于今山东省聊城市，初设于隋代，1946年至1949年间曾称永智县，1956年建制撤销。

## 历史沿革
隋朝开皇十六年（596年），改贝丘县置清平县，属贝州，故治在今山东省临清市城东20公里的戴湾镇水城屯村。大业二年（606年）废州， 复置清河郡，清平县属之。大业年间，清平县被废除。唐朝武德四年（621年），恢复清平县，属河北道博州。后唐，清平县被废为清平镇。北宋初年，恢复清平县建制，后划归大名府。
北宋元丰四年（1081年），因漯河决堤，清平县城被洪水冲毁，县治所迁至博平明灵寨，即今高唐县清平镇，属河北东路博州。政和元年（1111年），清平县属河北东路大名府。宣和七年（1125年），清平在明灵寨建城。金朝因袭宋朝区划，清平县仍属大名府。大定二十九年（1189年），清平县属大名府路大名府。元朝，清平县属中书省德州。明朝洪武元年（1368年），清平县属山东等处行中书省恩州。洪武二年（1369年），降恩州为恩县，与清平县同属山东等处行中书省东昌府高唐州。洪武三年（1370年），废除清平县建制，不久后，恢复清平县建制，划归山东等处承宣布政使司东昌府。清朝因之，清平县属山东省东昌府。
民国时期，清平县先后隶属于山东省济西道、东临道、德临道。1928年，废除道制后，清平县直属山东省政府。1936年，清平县属山东省第四专署。1938年1月10日，日军侵占清平县城，驻有1个中队的日军。1939年，县署迁至康庄，原县署驻地改称旧城，为区机关驻地。
1946年8月9日，清平县旧城被中国共产党占领。1946年8月，清平县改名为永智县，以纪念在1943年9月陈官营战斗中牺牲的冀南行署第七分区政委肖永智，县治在明灵寨旧城。1949年8月，恢复清平县，隶属于平原省聊城专区。
1952年，平原省撤销，清平县随聊城专区划归山东省，县政府迁至今临清市康庄镇。1956年，经国务院批准，撤销清平县建制，辖区以马颊河东西为界，分别划归高唐县和临清县。其中，东侧的第一区（旧城区）划归高唐县；西侧的第二区（金郝庄）、第三区（王集）、第四区（康盛庄）、第五区（戴湾）划入临清县。

## 军事
日占时期，清平县警备队有四个中队，约400余人，各区设团，从1400余人发展到2600余人，安设25个据点，控制全县大部地区。1945年5月，驻清平县境内的日伪军撤至临清。日本宣布投降后，驻守临清城的伪警备队各部仍在顽抗。1945年8月31日，八路军包围临清城。9月1日，八路军占领临清城。其时，清平县警备大队沈凤武部驻扎在康庄，得知临清解放后，沈凤武率部出逃，逃至康庄东南的高庄时被八路军第二十四团某排全歼，清平全境解放。
1939年，郭瑞林在清平县城东组建抗日武装，盛时达400余人，曾全歼日军1个班。1943年，清平县第四、五区建立区抗日武装中队，各三四十人。1947年，县大队和两个区中队整编到华东野战军第十纵队第七团。

## 遗迹
位于高唐县清平镇的清平县城遗址，是高唐县文物保护单位，仍保留有少量遗迹和文物。清平县旧城大部分在1940年县治迁址康庄时被拆除，现仍保存有古城墙根，以及清平文庙的影壁、古柏和大殿。作为城东门的迎旭门，原仅剩大门洞和土墙，1996年重建城门楼。清平文庙在2013年被列入第四批山东省文物保护单位。
位于临清市魏湾镇的中共清平县委旧址在2022年被列入第六批山东省文物保护单位。

## 备注
1. ↑  一说黄河决口[3]
2. ↑  一说自公元1069年开始为清平县县城[4]
3. ↑  一说1940年[1]
4. ↑  一说1948年秋[2]